# ريتشارد جونسون (مخرج)
ريتشارد جونسون (بالإنجليزية: Richard Johnson)‏ هو مخرج أمريكي، ولد في 11 أبريل 1974 في الولايات المتحدة.

## وصلات خارجية
- ريتشارد جونسون على موقع IMDb (الإنجليزية)
- ريتشارد جونسون على موقع أول موفي (الإنجليزية)
- ريتشارد جونسون على موقع قاعدة بيانات الفيلم (الإنجليزية)